# 5G
5G е пето поколение технологии за безжична комуникация, поддържащи клетъчна мрежа и действащи по стандарите за телекомуникации 5G/IMT-2020, следващи съществуващите стандарти 4G/IMT-Advanced. Комуникацията 5G изисква наличието на комуникационни устройства (предимно мобилни телефони), изработени да поддържат технологията. Подобно на своите предшественици, 5G са клетъчни мрежи, чиято зона на обслужване е разделена на малки географски области, наречени клетки. Всички безжични устройства 5G в клетката са свързани в телефонната мрежата и интернет чрез радиовълни, през локална антена на клетката. 
Технологията 5G има редица предимства пред 4G. Основното предимство на новите мрежи е, че те имат по-широка честотна лента, даваща по-висока скорост на теглене на данни, скорост в интернет 1 – 2 гигабита в секунда, с пикова скорост до 10 Gbit/s, когато има само един потребител в мрежата. Други предимства на 5G пред 4G са: по-висока пропускателна способност, което осигурява по-голяма наличност на широколентови мобилни комуникации; може да свързва повече устройства, подобрявайки качеството на интернет услугите в гъсто населени райони; използването на режим на директна връзка между абонатии „от устройство към устройство“ (на английски: device-to-device); по-надеждни големи мащабни комуникационни системи между устройствата; по-ниска латентност; по-ниска консумация на батерия от 4G оборудване, което има благоприятен ефект върху развитието на интернет на нещата.

## Общ преглед
Мрежите 5G са компютърно-четими клетъчни мрежи, чиято зона на обслужване е разделена на малки географски клетки. Безжичните устройства 5G комуникират с автоматичен приемо-предавател с ниска мощност в клетката през локална антенна решетка чрез радиовълни над честотните канали, присвоени от приемо-предавателя от група честоти, които са повторно използвани в други клетки. Локалните антени са свързани с предавателна електроника, която е свързана към превключвателните центрове в телефонната мрежа и рутери за интернет достъп в широка честотна лента чрез оптично влакно или безжични връзки. Както и в други клетъчни мрежи, мобилно устройство, движещо се от една клетка в друга, автоматично се предава безпроблемно на текущата клетка (фиг. 2). Технологията 5G може поддържа над милион устройства на километър, докато 4G има само една десета от този капацитет.
Няколко мрежови оператора използват вълни в милиметровия обхват за допълнителен капацитет, колкото добра, толкова и високопропускателна способност. Вълните в милиметровия обхват имат по-късо разстояние на разпространение от по-дългите микровълни, следователно клетките са ограничени до по-малък размер. Вълните в милиметровия обхват също така имат повече проблеми, преминавайки през стените. Антените за милиметров обхват са по-малки от големите антени, използвани в предишните клетъчни мрежи. Някои са дълги само няколко сантиметра.

## Радиовълни, честоти и скорости
Увеличената скорост се постига отчасти чрез използване на допълнителни високочестотни радиовълни в допълнение към ниските и средните честоти, използвани в предишните клетъчни мрежи. Радиоинтерфейсът, определен от 3GPP за 5G, е известен като Ново радио (NR), а спецификацията е разделена на два честотни диапазона: FR1 (600 – 6000 MHz) и FR2 (24 – 100 GHz), всеки с различни възможности. По-високочестотните радиовълни имат по-кратък полезен физически обхват и затова изискват по-малки географски клетки (фиг. 2). За широко обслужване, мрежите 5G работят с до три честотни ленти – ниска, средна и висока. Ниската и средната са в диапазона FR1, а високата – в диапазона FR2. Затова мрежата 5G се състои от мрежи, които имат до три различни типа клетки. Всяка от тях изисква отделна, специфично проектирана антена, както и осигуряване на различен компромис на скоростта на изтегляне до разстоянието на обслужваната зона. Мобилни телефони и безжични устройства 5G се свързват към мрежата чрез най-близката антена в обхвата на тяхното местоположение (фиг. 2).
Радиовълните от трите честотни ленти на 5G са съответно: дециметрови от ниската, сантиметрови от средната и милиметрови от високата лента. 
Дециметровите радиовълни на 5G имат подобен честотен обхват като на предшественика 4G – 600 – 900 MHz, който потенциално може да предложи по-високи скорости на изтегляне от 4G: 5 – 250 мегабита в секунда (Mbit/s). Нисколентовите мрежи 5G предлагат подобен капацитет като на Advanced 4G. Нисколентовите клетъчни кули имат обхват и зона на покритие, подобни на кулите за 4G.
Средната лента на 5G използва сантиметрови микровълни от 1,7 до 4,7 GHz, позволяващи скорости от 100 до 900 Mbit/s. В лабораториите и понякога извън тях, скоростите могат да достигнат 1 гигабит за секунда. Най-често използваните честоти са от 2,4 GHz до 4,2 GHz. Sprint и China Mobile използват 2,5 GHz, докато другите предимно използват 3,3 и 4,2 GHz. Скоростите при лента, широка 100 MHz са обикновено 100 – 400 Mbit/s. Всяка клетъчна кула предоставя услуга до няколко километра в радиус. Много области могат да бъдат покрити като просто бъдат подновени вече съществуващите кули, което прави покритието по-евтино. Среднолентовите мрежи имат по-добър обхват, което докарва цената близко до тази на мрежите 4G. Това ниво на услуга е най-разпространеното и е въведено в много градски райони през 2020 г. Сантиметровите вълни са най-много използвани от над 30 мрежи 5G. Някои региони не прилагат ниската лента, което прави средната лента минималното ниво на услугата 5G.
От диапазона FR2 на мрежите 5G са усвоени честотите от 24 GHz до 72 GHz, което е над долната граница на диапазона на международно дефинираните крайно високи честоти (милиметрови вълни). Високата лента на 5G използва честоти от 24 до 47 GHz, близо до края на милиметровия диапазон, въпреки че в бъдеще може да се използват по-високи честоти. Спектърът на мрежите 5G от 24,25 до 29,5 GHz е най-лицензираният и внедряван в 5G микровълнов спектър в света. Често се постига скорост на изтегляне в диапазона от 1 гигабит в секунда (Gbit/s), сравнима с интернет услугата по коаксиален кабел. Посочените скорости са постигнати при реални тестове през 2020 г. и се очаква да се увеличат по време на внедряването.
Милиметровите вълни трудно преминават през много стени и прозорци, затова покритието в закрити помещения е ограничено. Имат силно поглъщане и в човешкото тяло и могат да затихнат под минимално необходимата мощност в група от хора. Изследвания показват, че:
| „ | За пътища на вълните извън линията на пряка видимост (ЛПВ), препречени от сгради от няколко общи материала, затихването на сигнала е над 100 dB. Когато ЛПВ е директно през прозрачни стъклени стени, затихването е малко при всички честоти на сондата. Въпреки това, когато стъклената стена има метализирано покритие за намаляване на ултравиолетовото и инфрачервеното лъчение, затихването се увеличава с 25 до 50 dB за всеки метализиран слой. В повечето случаи не могат да бъдат открити сигнали през стоманобетонни или тухлени сгради. | “ |

Обсегът на тези микровълни е малък. Такъв сигнал 5G не е в състояние да работи ефективно на разстояние повече от няколкостотин метра между предавателя и приемника, за разлика от по-нискочестотните 4G или 5G сигнали (до 6 GHz). Затова базовите станции 5G трябва да бъдат разположени на всеки няколкостотин метра, за да работят на тези крайно високи честоти. В резултат на това са нужни повече клетки. Поради по-високата им цена, плановете са да се разположат тези клетки само в гъста градска среда и райони, където се събират тълпи от хора, като спортни стадиони и конгресни центрове. Трябва да се отчитат големите загуби на енергия при проникването на милиметровите вълни през твърди обекти като автомобили, дървета и стени. Следователно, за да осигурят висококачествени комуникации, базовите станции 5G могат да бъдат разположени вътре в сгради и могат да са проектирани да бъдат възможно най-дискретни, за да се инсталират на места като ресторанти и търговски центрове.
| Тип клетки           | Тип клетки           | Места за разполагане                                                  | Максимален брой ползватели      | Изходна мощност (mW)                   | Максимално разстояние от станцията |
| -------------------- | -------------------- | --------------------------------------------------------------------- | ------------------------------- | -------------------------------------- | ---------------------------------- |
| 5G NR FR2            | Фемтоклетка          | Домове, предприятия                                                   | дом: 4 – 8 предприятие: 16 – 32 | в сграда: 10 – 100 навън: 200 – 1000   | десетки метри                      |
| 5G NR FR2            | Пикоклетка           | Обществени места, като търговски центрове, гари, летища, небостъргачи | от 64 до 128                    | в сграда: 100 – 250 навън: 1000 – 5000 | десетки метри                      |
| 5G NR FR2            | Микроклетка          | Градски райони, за запълване на провалите в обхвата                   | от 128 до 256                   | навън: 5000 – 10000                    | няколко стотин метра               |
| 5G NR FR2            | Макроклетка          | Градски райони, за да осигури допълнителен капацитет                  | над 250                         | навън: 10000 – 20000                   | стотици метри                      |
| Wi-Fi (за сравнение) | Wi-Fi (за сравнение) | Домове, предприятия                                                   | под 50                          | в сграда: 20 – 100 навън: 200 – 1000   | няколко десетки метра              |

## Развитие
Компаниите за мобилни телефони започват да развиват 5G по целия свят през 2019 год. като планиран наследник на 4G мрежите, които осигуряват свързаност за най-актуалните мобилни телефони. Мрежите 5G предвиждат повече от 1,7 милиарда абонати по целия свят към 2025 г., според GSM асоциацията.
Поради увеличената честотна лента, се очаква мрежите все по-често да се използват като общи доставчици на интернет услуги за лаптопи и десктоп компютри, конкуриращи се с ISPs като кабелен интернет, и също така ще направят възможни нови приложения в интернет на нещата (IoT) и междумашинното взаимодействие. Мобилните телефони 4G не са в състояние да използват новите мрежи, които изискват безжични устройства с 5G.

## В България
За пръв път мрежата 5G е тествана през февруари 2018 г. от A1, като скоростта на 5G достига до 2,2 Gbit/s. Операторът получава лиценз за честота на 5G през 2019 г. и за първи път са изпълнени тестове с оборудване 5G от Nokia. Достъпът до крайните потребители е през 2020 г.

### Честоти в България
Мрежите 5G в България оперират в честотния диапазон FR1 в обхватите около 700 – 800 MHz и 3600 MHz. Това са съответно дециметрови вълни от ниската лента и сантиметрови вълни от средната честотна лента.
В изпълнение на Решение №699 от 04.10.2023 г. на Министерски съвет и във връзка с проведена процедура за предоставяне за ползване на радиочестотния спектър в обхвати 700 MHz и 800 MHz на 28 ноември 2023 г. Комисията за регулиране на съобщенията (КРС) приема Решение №343/28.11.2023 г., Решение №344/28.11.2023 г. и Решение №345/28.11.2023 г. за издаване на разрешения за ползване на радиочестотен спектър в обхвати 700 MHz и 800 MHz за наземна мрежа, позволяваща предоставянето на електронни съобщителни услуги, с национално покритие за срок от 15 години на „А1 България“ ЕАД, „Виваком България“ ЕАД и „Йеттел България“ ЕАД.

##### 3,6 GHz (Обхват n78)
На 6 април 2021 г. Комисията за регулиране на съобщенията (КРС) провежда търг с тайно наддаване за издаване на разрешения за ползване на индивидуално определен ограничен ресурс – радиочестотен спектър в обхват 3,6 GHz. Предмет на търга е издаване на три разрешения за ползване на радиочестотен спектър в обхват 3,6 GHz с национално покритие за срок от 20 години. Търгът приключва с разпределение:
Едно разрешение за честотна лента 3500 – 3600 MHz на „Йеттел България“ ЕАД с предложена цена 4 100 000 лв.
Едно разрешение за честотна лента 3600 – 3700 MHz на „А1 България“ ЕАД с предложена цена 4 700 000 лв.
Едно разрешение за честотна лента 3700 – 3800 MHz на „Българска телекомуникационна компания“ ЕАД (Виваком) с предложена цена 4 600 000 лв.